# Христо Георгиев (Яворово)
Вижте пояснителната страница за други личности с името Христо Георгиев.
Христо Георгиев Трендафилов, известен като Христо Георгиев, е политик от БКП.

## Биография
Роден е във варненското село Яворово (днес част от село Цонево) на 30 януари 1923 г. Още като ученик става член на РМС.
След 9 септември 1944 г. е първи секретар на Околийския комитет на РМС в Провадия и после секретар на Окръжния комитет на БКП в Добрич. След това е инструктор при ЦК на БКП.
Бил е окръжен съветник няколко пъти. Председател е на Изпълнителния комитет на Окръжния народен съвет във Варна от 1963 до 1974 г.  Става председател на Окръжния комитет на Отечествения фронт във Варна през 1974 г. Народен представител е в V и VI народно събрание.